# ATP Challenger de São Paulo
O ATP Challenger de São Paulo – ou Dove Men+Care Challenger São Paulo, na última edição – foi um torneio de tênis profissional masculino, de nível ATP Challenger 80.
Realizado em São Paulo, na região sudeste do Brasil, estreou em 1982, teve dois curtos hiatos, muitos anos com mais de uma edição por temporada e disputado principalmente no saibro e no piso duro. Os jogos da última edição, em 2021, eram disputados em quadras de saibro durante o mês de novembro.

## Histórico
O máximo de competições em uma temporada ocorrido em São Paulo foi seis, em 1991. O Parque Villa Lobos, na zona oeste da cidade, é o que mais recebeu eventos, em catorze ocasiões, seguido de perto pelo Clube Paineiras do Morumby, com nove – até 2021. O saibro é o piso dominante: possui 44 aparições. A maior premiação geral chegou a US$ 125.000, em três edições do Aberto de São Paulo.
Os dados no site da ATP são escassos até 1996. A partir daí que surgiram registros de nomes comerciais e locais de disputa.
O primeiro foi em 1997, com a Copa Ericsson, que durou até 2001.

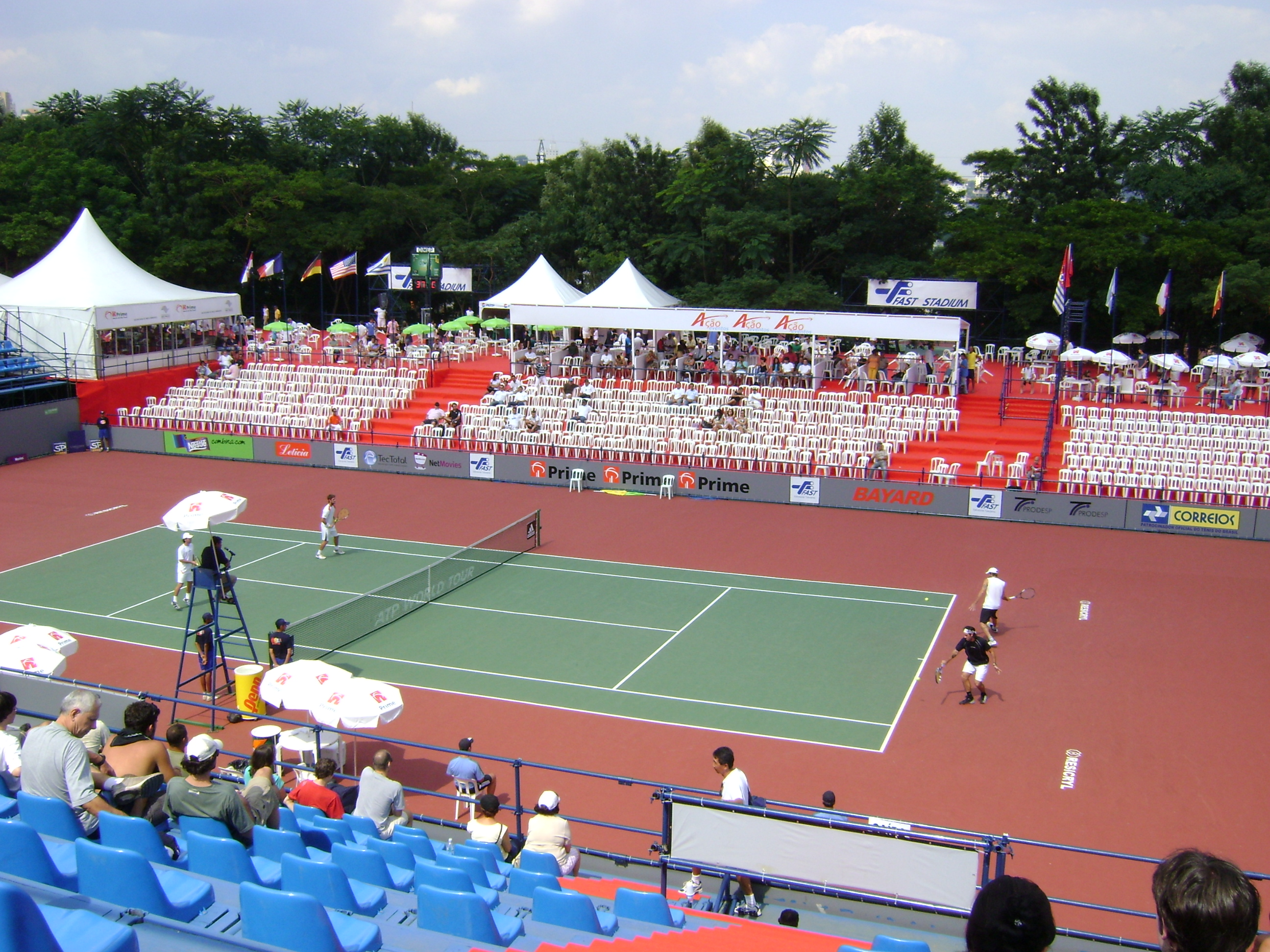
Aberto de São Paulo em 2009

Considerado o terceiro maior torneio do país, o Aberto de São Paulo estreou em 2001  no complexo de tênis do Villa Lobos e foi promovido pela Maricic Eventos. Obteve o patrocínio de operadora de telefonia móvel e de instituições bancárias. Foi encerrado sem apoio em 2014, com estrutura e orçamento reduzidos. Na derradeira edição, participantes relataram o não recebimento do pagamento de suas premiações.
O IS Open, com a realização do Instituto Sports, se deu entre 2012 e 2015 no Paineiras. Neste local também ocorreu o São Paulo Challenger de Tênis, de 2013 a 2016.
Outras iniciativas de torneios na capital paulista foram isoladas ou de curto prazo, como a última, após um hiato de três anos, em 2020.
Em paralelo, o ATP de São Paulo, denominado Brasil Open e que acabou em 2019, foi prometido que viraria challenger. De fato, São Paulo voltou ao circuito intermediário masculino em 2020, mas sem sinal de ser de fato uma continuação, já que foi introduzido como São Paulo Open Tennis e disputado em um local diferente da cidade.

## Finais

### Simples
| Ano                                     | Campeão                         | Vice-campeão             | Resultado       |
| --------------------------------------- | ------------------------------- | ------------------------ | --------------- |
| 2021                                    | Juan Pablo Ficovich             | Luciano Darderi          | 6–3, 7–5        |
| 2020                                    | Felipe Meligeni Rodrigues Alves | Frederico Ferreira Silva | 6–2, 7–61       |
| Torneio não realizado entre 2019 e 2017 |                                 |                          |                 |
| 2016                                    | Gonzalo Lama                    | Ernesto Escobedo         | 6–2, 6–2        |
| 2015 (5 out.)                           | Carlos Berlocq                  | Kimmer Coppejans         | 6–3, 6–1        |
| 2015 (27 abr.)                          | Guido Pella                     | Christian Lindell        | 7–5, 7–61       |
| 2014 (14 abr.)                          | Rogério Dutra Silva             | Blaž Rola                | 6–4, 6–2        |
| 2014 (30 dez. 13)                       | João Souza                      | Alejandro Gonzalez       | 6–4, 6–4        |
| 2013 (30 set.)                          | Guido Pella                     | Facundo Arguello         | 6–1, 6–0        |
| 2013 (29 jul.)                          | Alejandro Gonzalez              | Eduardo Schwank          | 6–2, 6–3        |
| 2013 (22 abr.)                          | Paul Capdeville                 | Renzo Olivo              | 6–2, 6–2        |
| 2013 (31 dez. 12)                       | Horacio Zeballos                | Rogério Dutra Silva      | 7–65, 6–2       |
| 2012 (23 abr.)                          | Blaž Kavčič                     | Júlio Silva              | 6–3, 7–5        |
| 2012 (2 jan.)                           | Thiago Alves                    | Gastão Elias             | 7–65, 7–61      |
| 2011                                    | Ricardo Mello                   | Rafael Camilo            | 6–2, 6–1        |
| 2010 (25 out.)                          | Marcos Daniel                   | Thomaz Bellucci          | 6–1, 3–6, 6–3   |
| 2010 (4 jan.)                           | Ricardo Mello                   | Eduardo Schwank          | 6–3, 6–1        |
| 2009 (26 out.)                          | Thomaz Bellucci                 | Nicolás Lapentti         | 6–4, 6–4        |
| 2009 (5 jan.)                           | Ricardo Mello                   | Paul Capdeville          | 6–2, 6–4        |
| 2008                                    | Thiago Alves                    | Carlos Berlocq           | 6–4, 3–6, 7–5   |
| 2007                                    | Guillermo Cañas                 | Diego Hartfield          | 6–3, 6–4        |
| 2006                                    | Flávio Saretta                  | Thiago Alves             | 7–62, 6–3       |
| 2005                                    | Ricardo Mello                   | Giovanni Lapentti        | 4–6, 6–2, 7–60  |
| 2004 (12 jul.)                          | André Sá                        | Jacob Adaktusson         | 6–4, 6–0        |
| 2004 (5 jan.)                           | Juan Mónaco                     | Adrián García            | 6–4, 7–64       |
| 2003                                    | Flávio Saretta                  | Andres Dellatorre        | 7–65, 6–3       |
| 2002 (28 out.)                          | Franco Squillari                | Luis Horna               | 6–2, 6–4        |
| 2002 (31 dez. 01)                       | Frédéric Niemeyer               | Martín Vassallo Argüello | 7–66, 0–1, ab.  |
| 2001 (22 out.)                          | Agustín Calleri                 | Juan Ignacio Chela       | 6–4, 6–3        |
| 2001 (24 set.)                          | Edgardo Massa                   | Martín Vassallo Argüello | 7–61, 56–7, 6–4 |
| 2001 (1 jan.)                           | Flávio Saretta                  | Guillermo Coria          | 7–67, 6–2       |
| 2000                                    | Guillermo Coria                 | Tomás Behrend            | 7–5, 6–1        |
| 1999                                    | Hernán Gumy                     | Thierry Guardiola        | 7–64, 6–3       |
| 1998                                    | Fernando Meligeni               | Marcelo Filippini        | 6–1, 6–4        |
| 1997                                    | Lucas Arnold Ker                | Fernando Meligeni        | 6–4, 1–0, ab.   |
| 1996                                    | Roberto Jabali                  | Alejandro Hernández      | 6–2, 4–6, 6–1   |
| 1995                                    | Jean-Philippe Fleurian          | Vincenzo Santopadre      | 7–6, 6–3        |
| 1994                                    | Gabriel Markus                  | Hernán Gumy              | 2–6, 6–4, 6–4   |
| 1993 (6 set.)                           | Fernando Meligeni               | Nicolás Pereira          | 7–5, 6–2        |
| 1993 (19 abr.)                          | Fernando Meligeni               | Pablo Escribano          | 6–2, 6–1        |
| 1992 (17 ago.)                          | Martin Stringari                | Nicolás Pereira          | 6–3, 3–6, 6–2   |
| 1992 (4 mai.)                           | Luis Herrera                    | Jaime Oncins             | 6–2, 3–6, 6–4   |
| 1991 (18 nov.)                          | Cássio Motta                    | Fernando Roese           | 6–4, 6–3        |
| 1991 (11 nov.)                          | Raúl Viver                      | Gabriel Markus           | 7–6, 3–6, 6–3   |
| 1991 (14 out.)                          | Jaime Oncins                    | Fernando Roese           | 6–4, 6–4        |
| 1991 (5 ago.)                           | Nicolás Pereira                 | Martin Stringari         | 6–3, 6–2        |
| 1991 (29 abr.)                          | Fernando Roese                  | Gabriel Markus           | 6–4, 6–3        |
| 1991 (11 fev.)                          | Gabriel Markus                  | João Cunha e Silva       | 4–6, 6–4, 6–4   |
| 1990 (12 nov.)                          | Jaime Oncins                    | Francisco Yunis          | 6–3, 6–3        |
| 1990 (6 ago.)                           | João Cunha e Silva              | Cássio Motta             | 6–1, 6–2        |
| 1990 (12 fev.)                          | Miguel Nido                     | Cássio Motta             | 6–3, 6–4        |
| 1989 (4 dez.)                           | Sergio Cortés                   | Francisco Yunis          | 6–4, 6–3        |
| 1989 (7 ago.)                           | Pedro Rebolledo                 | Luiz Mattar              | 6–3, 6–2        |
| 1989 (10 jul.)                          | Roberto Jabali                  | Borja Uribe              | 6–2, 2–6, 7–5   |
| 1989 (24 abr.)                          | Martin Laurendeau               | Dácio Campos             | 7–6, 6–3        |
| 1989 (13 fev.)                          | Stefan Lochbihler               | Martin Wostenholme       | 6–3, 7–5        |
| 1988 (28 nov.)                          | Cássio Motta                    | Guillermo Rivas          | 6–2, 6–2        |
| 1988 (11 jul.)                          | Luiz Mattar                     | Cássio Motta             | 7–5, 7–6        |
| 1988 (9 mai.)                           | Mauro Menezes                   | Cássio Motta             | 7–5, 6–7, 6–4   |
| 1988 (21 mar.)                          | Alberto Mancini                 | Fernando Roese           | 4–6, 6–3, 6–4   |
| 1987 (30 nov.)                          | Ivan Kley                       | Raúl Viver               | 6–4, 6–2        |
| 1987 (3 ago.)                           | Marcelo Filippini               | José Daher               | 6–2, 7–6        |
| 1987 (2 fev.)                           | Pavel Vojtíšek                  | Roberto Argüello         | 6–4, 2–6, 6–3   |
| 1986 (3 nov.)                           | Eduardo Bengoechea              | Luiz Mattar              | 6–3, 6–4        |
| 1986 (28 jul.)                          | Carlos Kirmayr                  | Luiz Mattar              | 6–4, 6–3        |
| 1986 (31 mar.)                          | Ivan Kley                       | Alejandro Ganzábal       | 6–4, 6–3        |
| 1985                                    | Francisco Maciel                | Cássio Motta             | 6–3, 6–3        |
| Torneio não realizado em 1984           |                                 |                          |                 |
| 1983                                    | Zoltán Kuhárszky                | Víctor Pecci             | 6–4, 4–6, 6–1   |
| 1982 (23 ago.)                          | Júlio Góes                      | Ney Keller               | 7–5, 6–1        |
| 1982 (16 ago.)                          | Víctor Pecci                    | José Higueras            | 6–3, 4–6, 6–3   |
| 1982 (1 mar.)                           | Thomaz Koch                     | Cássio Motta             | 7–6, 7–6        |

### Duplas
| Ano                                     | Campeões                                            | Vice-campeões                                | Resultado         |
| --------------------------------------- | --------------------------------------------------- | -------------------------------------------- | ----------------- |
| 2021                                    | Nicolás Barrientos Alejandro Gómez                  | Rafael Matos Felipe Meligeni Rodrigues Alves | w.o.              |
| 2020                                    | Luis David Martínez Felipe Meligeni Rodrigues Alves | Rogério Dutra Silva Fernando Romboli         | 6–3, 6–3          |
| Torneio não realizado entre 2019 e 2017 |                                                     |                                              |                   |
| 2016                                    | Fabrício Neis Caio Zampieri                         | José Pereira Alexandre Tsuchiya              | 6–4, 7–63         |
| 2015 (5 out.)                           | Hans Podlipnik-Castillo Caio Zampieri               | Nicolás Kicker Renzo Olivo                   | 7–5, 6–0          |
| 2015 (27 abr.)                          | Chase Buchanan Blaž Rola                            | Guido Andreozzi Sergio Galdós                | 6–4, 6–4          |
| 2014 (14 abr.)                          | Guido Pella Diego Schwartzman                       | Máximo González Andrés Molteni               | 1–6, 6–3, [10–4]  |
| 2014 (30 dez. 13)                       | Gero Kretschmer Alexander Satschko                  | Nicolás Barrientos Víctor Estrella Burgos    | 4–6, 7–5, [10–6]  |
| 2013 (30 set.)                          | Roman Borvanov Artem Sitak                          | Sergio Galdós Guido Pella                    | 6–4, 7–63         |
| 2013 (29 jul.)                          | Fernando Romboli Eduardo Schwank                    | Marcelo Arévalo Nicolás Barrientos           | 66–7, 6–4, [10–8] |
| 2013 (22 abr.)                          | Marcelo Demoliner João Souza                        | James Cerretani Pierre-Hugues Herbert        | 6–4, 3–6, [10–6]  |
| 2013 (31 dez. 12)                       | James Cerretani Adil Shamasdin                      | Federico Delbonis Renzo Olivo                | 56–7, 6–1, [11–9] |
| 2012 (23 abr.)                          | Paul Capdeville Marcel Felder                       | André Ghem João Pedro Sorgi                  | 7–5, 6–3          |
| 2012 (2 jan.)                           | Fernando Romboli Júlio Silva                        | Jozef Kovalík José Pereira                   | 7–5, 6–2          |
| 2011                                    | Franco Ferreiro André Sá                            | Santiago González Horacio Zeballos           | 7–5, 7–612        |
| 2010 (25 out.)                          | Franco Ferreiro André Sá                            | Rui Machado Daniel Muñoz-de la Nava          | 3–6, 7–62, [10–8] |
| 2010 (4 jan.)                           | Brian Dabul Sebastián Prieto                        | Tomasz Bednarek Mateusz Kowalczyk            | 6–3, 6–3          |
| 2009 (26 out.)                          | Franco Ferreiro Ricardo Mello                       | Diego Junqueira David Marrero                | 6–3, 6–3          |
| 2009 (5 jan.)                           | Carlos Berlocq Leonardo Mayer                       | Mariano Hood Horacio Zeballos                | 7–61, 6–3         |
| 2008                                    | Jamie Delgado Bruno Soares                          | Brian Dabul Horacio Zeballos                 | 6–1, 6–3          |
| 2007                                    | Pablo Cuevas Adrián García                          | Marcelo Melo Alexandre Simoni                | 6–4, 6–2          |
| 2006                                    | Thiago Alves Flávio Saretta                         | Lucas Engel André Ghem                       | 7–610, 6–3        |
| 2005                                    | André Sá Bruno Soares                               | Tomas Behrend Marcos Daniel                  | 6–2, 6–2          |
| 2004 (12 jul.)                          | Alejandro Hernández André Sá                        | Henrique Mello Ricardo Mello                 | 6–4, 6–4          |
| 2004 (5 jan.)                           | Ramón Delgado André Sá                              | Franco Ferreiro Marcelo Melo                 | 7–5, 7–65         |
| 2003                                    | Federico Browne Rogier Wassen                       | Ignacio Hirigoyen Andy Ram                   | 7–60, 7–63        |
| 2002 (28 out.)                          | Mariano Hood Sebastián Prieto                       | Luis Horna Sergio Roitman                    | 6–3, 6–4          |
| 2002 (31 dez. 01)                       | Brandon Coupe Frédéric Niemeyer                     | Federico Browne Luis Horna                   | 56–7, 7–64, 6–4   |
| 2001 (22 out.)                          | Agustín Calleri Edgardo Massa                       | Diego del Río Mariano Hood                   | 5–7, 7–5, 6–3     |
| 2001 (24 set.)                          | Adriano Ferreira Edgardo Massa                      | Marcos Daniel Ricardo Mello                  | w.o.              |
| 2001 (1 jan.)                           | Noam Okun André Sá                                  | Cédric Kauffman Flávio Saretta               | 6–4, 1–6, 6–4     |
| 2000                                    | Mariano Hood Sebastián Prieto                       | Tomás Behrend German Puentes                 | 6–3, 7–66         |
| 1999                                    | Jaime Oncins Daniel Orsanic                         | Mariano Hood Sebastián Prieto                | 6–2, 6–2          |
| 1998                                    | Diego del Río Martín Rodríguez                      | Edwin Kempes Peter Wessels                   | 7–65, 6–3         |
| 1997                                    | Nelson Aerts Bernardo Martínez                      | Márcio Carlsson Francisco Costa              | 6–0, 6–0          |
| 1996                                    | Alejandro Hernández Óscar Ortiz                     | Jean-Philippe Fleurian João Cunha e Silva    | 6–2, 7–6          |
| 1995                                    | Lucas Arnold Ker Patricio Arnold                    | Otávio Della Marcelo Saliola                 | 6–2, 4–6, 6–1     |
| 1994                                    | Otávio Della Marcelo Saliola                        | Nelson Aerts Danilo Marcelino                | 6–4, 6–2          |
| 1993 (6 set.)                           | Danilo Marcelino Fernando Meligeni                  | Martin Blackman Gastón Etlis                 | 6–1, 7–5          |
| 1993 (19 abr.)                          | Mark Knowles Richard Schmidt                        | Juan Garat Andrei Merinov                    | 6–4, 6–4          |
| 1992 (17 ago.)                          | Pablo Albano Cássio Motta                           | João Cunha e Silva Nicolás Pereira           | w.o.              |
| 1992 (4 mai.)                           | Grant Stafford Kevin Ullyett                        | Gerardo Martinez Tom Mercer                  | 7–6, 6–4          |
| 1991 (18 nov.)                          | João Cunha e Silva Fernando Roese                   | Pablo Albano Luis Lobo                       | 7–5, 4–6, 6–3     |
| 1991 (11 nov.)                          | Francisco Montana Greg Van Emburgh                  | Jordi Burillo David de Miguel-Lapiedra       | 3–6, 6–4, 6–1     |
| 1991 (14 out.)                          | Luiz Mattar Jaime Oncins                            | Juan-Ignacio Garat Marcelo Saliola           | 6–4, 6–4          |
| 1991 (5 ago.)                           | Pablo Albano Luis Lobo                              | Ricardo Camargo José Daher                   | 7–5, 7–6          |
| 1991 (29 abr.)                          | Ricardo Acioly Mauro Menezes                        | Nelson Aerts Fernando Roese                  | 6–3, 6–6, 6–3     |
| 1991 (11 fev.)                          | Henrik Holm Nils Holm                               | John Letts Tom Mercer                        | 5–7, 6–4, 6–4     |
| 1990 (12 nov.)                          | Richard Lubner Francisco Montana                    | Nelson Aerts Danilo Marcelino                | 6–4, 7–6          |
| 1990 (6 ago.)                           | Javier Frana Cássio Motta                           | Gabriel Markus João Zwetsch                  | 6–3, 3–6, 6–1     |
| 1990 (12 fev.)                          | Javier Frana Gustavo Luza                           | Ricardo Camargo Ivan Kley                    | 6–3, 7–6          |
| 1989 (4 dez.)                           | Luiz Mattar Cássio Motta                            | Juan Pino Mario Tabares                      | 7–5, 6–2          |
| 1989 (7 ago.)                           | Nelson Aerts Fernando Roese                         | Dácio Campos Mario Tabares                   | 2–6, 6–4, 6–4     |
| 1989 (10 jul.)                          | David Macpherson Gerardo Mirad                      | Otávio Della Jaime Oncins                    | 2–6, 7–6, 6–2     |
| 1989 (24 abr.)                          | Kent Kinnear David Wheaton                          | Nelson Aerts Marcos Hocevar                  | 6–3, 6–4          |
| 1989 (13 fev.)                          | Marcelo Hennemann Edvaldo Oliveira                  | Nelson Aerts Alexandre Hocevar               | 6–3, 6–3          |
| 1988 (28 nov.)                          | Givaldo Barbosa Ricardo Camargo                     | Pablo Albano César Kist                      | 6–7, 7–6, 6–4     |
| 1988 (11 jul.)                          | Givaldo Barbosa Ricardo Camargo                     | Marcos Hocevar Alexandre Hocevar             | 5–7, 7–6, 7–6     |
| 1988 (9 mai.)                           | Marcos Hocevar Alexandre Hocevar                    | Ivan Kley Fernando Roese                     | 6–4, 6–7, 6–4     |
| 1988 (21 mar.)                          | Pablo Albano Dácio Campos                           | Gustavo Luza Alberto Macini                  | 7–5, 6–4          |
| 1987 (30 nov.)                          | Marcelo Filippini Daniel Montes de Oca              | Javier Frana Gustavo Guerrero                | 7–5, 4–6, 6–1     |
| 1987 (3 ago.)                           | José Daher Eleutério Martins                        | Ricardo Acioly Dácio Campos                  | 6–3, 7–6          |
| 1987 (2 fev.)                           | Ronnie Båthman Carlos di Laura                      | César Kist João Soares                       | 6–4, 6–4          |
| 1986 (3 nov.)                           | César Kist João Soares                              | Dácio Campos Carlos Kirmayr                  | 6–4, 3–6, 6–3     |
| 1986 (28 jul.)                          | Givaldo Barbosa Ivan Kley                           | Fernando Roese João Soares                   | 7–6, 6–1          |
| 1986 (31 mar.)                          | Carlos Kirmayr Luiz Mattar                          | Ronnie Båthman Dácio Campos                  | 4–6, 6–1, 7–5     |
| 1985                                    | Carlos Kirmayr Cássio Motta                         | Ney Keller Mauro Menezes                     | 6–4, 3–6, 7–6     |
| Torneio não realizado em 1984           |                                                     |                                              |                   |
| 1983                                    | Zoltán Kuhárszky Gabriel Mattos                     | Víctor Pecci Hugo Roverano                   | 6–2, 3–6, 6–3     |
| 1982 (23 ago.)                          | Thomaz Koch José Schmidt                            | Júlio Góes Ney Keller                        | 6–4, 7–6          |
| 1982 (16 ago.)                          | Charles Strode Morris Strode                        | Pablo Arraya Víctor Pecci                    | 6–1, 6–4          |
| 1982 (1 mar.)                           | Givaldo Barbosa Júlio Góes                          | Thomaz Koch Cássio Motta                     | 6–4, 6–1          |